# ゲツモク Live Compilation ブンブン!!
『ゲツモク Live Compilation ブンブン!!』（ゲツモク ライブコンピレーション ブンブン!!）は、2014年4月1日から2015年3月31日までエフエム秋田で放送されていた生放送のラジオ番組である。放送時間は毎週月曜 - 木曜 13:30 - 17:55（途中、別番組を内包）。

## 番組概要
2014年3月まで月曜から木曜に放送されていた昼のワイド番組「Smooth Cafe」と夕方のワイド番組「Evening StREAM」の放送枠を統合した、4時間半の生放送ワイドプログラム。
曜日ごとにコンセプトを設け、日替わりのメッセージテーマや曜日別コーナーを展開している。
なお、一部出演者およびコーナーはSmooth CafeとEvening StREAMから引き継がれている。
2015年3月をもって番組が終了。次番組は13:30 - 14:40がJFNC制作の「face」、15:00 - 17:55が自社制作番組の「Mix」と大きく2番組に分割された。

## 出演者

### パーソナリティ
- （月曜）大島貴志子
- （火曜）樫尾典子
- （水曜）村井絵美
- （木曜）シャバ駄馬男

### ナビゲーター
曜日ごとに名称が異なる
- （月曜）宮野さおり（話ともだち、略して「ハナトモ」）
- （火曜）高橋ツヨシ（2014年4月 - 12月、「ナビゲーター」）、ちぇす（2015年1月 - 3月）
- （水曜）アンドリュー（「パートナー」）
- （木曜）真坂はづき（2014年4月 - 6月、「アシスタント」）、藤田ゆうみん（2014年7月 - 2015年3月）

### ニュースキャスター
16・17時台のニュースコーナーを担当
- 真坂はづき
- 工藤敦
- 桜庭みさお

## 番組タイムテーブル
- 13:30 - オープニング
- 13:40 - 天気予報
- 13:55 - SUZUKI HOME SONGS（JFN系列38局ネット、他局より1時間先行放送）
- 14:15 - JFNラジオショッピング[2]（JFN）
- 14:40 - 奥サマのミカタ
- 14:50 - ハイ!カローラおばこです
- 15:20 - 快適生活ラジオショッピング
- 15:42 - JFNラジオショッピング
- 15:55 - AFMさきがけニュースフラッシュ（JFNニュース）
- 16:40 - AFMニュース（奇数月はAFM読売新聞ニュース、偶数月はAFM朝日新聞ニュースとして放送）
- 16:45 - あぐりずむ（JFN系列38局ネット）
- 16:55 - さきがけアラカルト
- 17:00 - SUZUKI presents KAT-TUN 田口淳之介のTAG-TUNE DRIVING[3]（JFN系列38局ネット）
- 17:12 - ウェザーインフォメーション
- 17:20 - ピックアップニュース
- 17:25 - スポーツトピックス
- 17:35 - ニュースインデックス

16:40、17:20に伝えたニュースをヘッドライン形式で再び伝える。
- 17:50 - エンディング

## 主なコーナー
- ブンブンレコード

月曜から木曜の一週間を通して邦楽・洋楽各1組のアーティストの楽曲をオンエア。曜日によって放送時間が異なる。

### 月曜日
- ぴよぴよブンブン（14時台）

宮野が担当。ゲストを迎え、子育てに関する情報を伝える。
- この音ブンブン

生活の中で何気なく耳にする音を聴覚を頼りに当てる、リスナー参加型クイズコーナー。14時台エンディングに出題、15時台オープニングで正解発表。
- 気になるブンブン（15時台）

大島、宮野が最近気になっていることについて語る。
- ブンブンドリル（15時台）

小学生で習う様々な教科の問題に大島が挑戦する。
- ブンブンアーティスト（16時台）

アーティストを迎えてのトークコーナー。大島が担当していたEvening StREAM木曜から引き継いでいる。

### 火曜日
- イントロdeブンブン!!

リスナー参加型イントロ当てクイズ。14時台エンディングの出題時はハイスピードとノーマルスピードでイントロを流し、15時台オープニングの正解発表直前には通常スピードでイントロが流れる。
- We Serve!!（16時台、第4週）

秋田県内のライオンズクラブの活動内容を紹介する。
- カシ・オン・ボイス（16時台、2015年1月開始）

樫尾が名曲の歌詞に込められた意味や、曲が生まれた背景を掘り下げる。
- ブンブンダイチェスト（16時台、2015年1月開始）

ちぇすが笑いを織り交ぜながら様々な話題を紹介していく。なお、コーナー名は週ごとに微妙に変化していた。

### 水曜日
- ブンブンアクセント（14時台）

日本語、英語のアクセントを隔週でレクチャーする。日本語は村井、英語はアンドリューがそれぞれ担当。
- ブンブン5・7・5

番組で用意した頭の5文字に続く、7・5の部分をリスナーが考える俳句コーナー。14時台エンディングにお題発表、15時台オープニングにリスナーから寄せられた5・7・5を発表。
- わんダフル秋田（15時台）

- 村井’sブンブンセレクション（16時台）

- アンドリューのブンブンシネマショー（16時台）

### 木曜日
- ブンブンアドバイス

リスナーから寄せられたお悩みを14時台後半に紹介し、悩みへのアドバイスを他のリスナーから募る。15時台オープニングで寄せられた返答を紹介する。
- 秋田県からのお知らせ（15時台）

- ブンブンランキンブンブンブン → 木ブンランキング

放送日のテーマに関連した、番組調べのランキングを紹介する。
- ブンブンチャンネル（16時台）

秋田テレビのアナウンサーを迎えて、秋田テレビの番組やイベント情報を紹介する。
- 男と女の言いブンブン（16時台、2014年7月開始）

あるお題に対して男の言い分・女の言い分を話し合って、世の中の男女がうまく分かり合えることを願う趣旨のコーナー。

### 過去に放送されたコーナー
- ブンブンチャート（2014年4月 - 6月、木曜15時台）

iTunesトップチャート、オリコンチャートなどを元に番組独自の音楽ランキングベスト5を発表。
- シンクロブンブン（2014年4月 - 6月、木曜16時台）

ブンブン各曜日共演者の中で一番歳の差が離れていたシャバと真坂が、お題に対して同じ回答が出来るか挑戦する。
- ブンブン!!アニソンセレクション（2014年4月 - 12月、火曜16時台）

- ブンブンミュージックシアター（2014年4月 - 12月、火曜16時台）

高橋と樫尾による短いラジオドラマを送る。